# César Boutteville
César Boutteville (* 24. Juni 1917 in Thin-Hao bei Hanoi, Französisch-Indochina; † 21. Mai 2015 in Versailles) war ein französischer Schachspieler.
Boutteville wurde als Sohn eines Franzosen und einer Vietnamesin in einem Vorort Hanois geboren, das damals Sitz der Kolonialverwaltung war. Im Jahr 1929 siedelte die Familie nach Frankreich über und lebte in Boulogne-sur-Mer.
Den Zweiten Weltkrieg verbrachte Boutteville in Paris, wo er sich intensiv dem Schach zuwandte. Im Jahr der Befreiung Frankreichs errang er seinen ersten von insgesamt sechs Titeln (1944–1946, 1951, 1961, 1972) als Pariser Stadtmeister. Bereits im Jahr danach gewann er 1945 die französische Landesmeisterschaft in Roubaix. Er sollte diese Leistung in der Folge mehrfach wiederholen (1950, 1954, 1955, 1959 und 1967). Lange Zeit war Boutteville mit sechs Titeln nationaler Rekordmeister (inzwischen ist dies Étienne Bacrot, der 2012 seinen siebten Titel gewann). César Boutteville gewann mehrfach mit Caïssa Paris den französischen Mannschaftspokal.
Boutteville konnte sich als Amateurspieler nur in der Ferienzeit dem Turnierschach widmen. International trat er hauptsächlich bei den Schacholympiaden hervor. Er spielte jeweils am ersten oder zweiten Brett und nahm im Zeitraum von 1956 bis 1968 an sieben Olympiaden teil. Dabei erzielte er ein Gesamtergebnis von 41½ Punkten aus 102 Partien (+29 =25 −48).
Nach längerer Pause beteiligte sich Boutteville in den Jahren 2007 bis 2011 wieder aktiv an Schachwettkämpfen. Er wurde seit Juli 2011 mit einer Elo-Zahl von 2078 geführt. Von Juli 1971 bis Januar 1988 hatte Boutteville seine höchste Elo-Zahl von 2290, vor Einführung der Elo-Zahlen betrug seine höchste historische Elo-Zahl 2432 im Dezember 1964.